# Synaldis altera
Synaldis altera är en stekelart som beskrevs av Fischer 1967. Synaldis altera ingår i släktet Synaldis och familjen bracksteklar. Inga underarter finns listade i Catalogue of Life.